# Maurizio Costanzo
Maurizio Costanzo, italijanski novinar, prostozidar in televizijski voditelj, * 28. avgust 1938, Rim, † 24. februar 2023, Rim.